# Silver Wolf
Silver Wolf (no Brasil: Um Lobo Chamado Silver) é uma co-produção canadense e norte-americana, dirigido por Peter Svatek. Foi lançado em 10 de janeiro de 1999.

## Sinopse
Jesse (Shane Meier) é adolescente de 16 anos que está tentando superar a morte de seu pai que morreu tentando salvá-lo na floresta. Ele vai viver com seu tio Roy (Michael Biehn), um agente do Serviço Nacional de Parques que mora nas montanhas geladas do estado de Washington. Enquanto explora a área, Jesse encontra e salva um lobo que foi gravemente ferido, e embora seu tio pense que o melhor seria doá-lo a um zoológico, o garoto resolve ficar com o lobo, chamado Silver, e ensiná-lo a ser seu parceiro no snowboard.
Torna-se amigo de Lucy (Kimberley Warnat), filha de John Rockwell (Roy Scheider), o responsável pela associação de fazendeiros da localidade. Lucy convida Jesse a participar da corrida promovida pela associação de fazendeiros, que consiste em 17 quilômetros alternando ciclismo, snowboard e corrida com cachorros. Jesse vê uma oportunidade para mostrar aos fazendeiros que Silver não é perigoso.
Ao final da corrida, um filho de John, que também está participando da competição, provoca o lobo de Jesse, por estarem mais próximos da chegada. Nesse momento, Silver se enfurece e parte para o ataque. John ameaça matar o lobo e Roy convence que iria levá-lo embora, para um zoológico fora da localidade.
No dia seguinte, Jesse convence Lucy a levar o lobo para um local distante da localidade, cerca de 24 quilômetros ao norte. Assim, termina sua aventura junto com Silver, que reencontra os outros lobos de seu grupo.

## Elenco
- Michael Biehn - Roy McLean
- Roy Scheider - John Rockwell
- Shane Meier - Jesse McLean
- Kimberley Warnat - Lucinda 'Lucy' Rockwell
- Lynda Boyd - Anna McLean
- Shaun Johnston
- Don MacKay
- Jade Pawluk
- Trevor Roberts - Buddy
- Ron Sauvé - Xerife
- T.J. Shanks - Amigo de Clay
- Reg Tupper - Convidade do funeral
- John Hawkes - David (não-creditado)